# Givry (AOC)
Pour les articles homonymes, voir Givry.
Le givry est un vin rouge ou blanc d'appellation d'origine contrôlée du vignoble de Bourgogne. Il est produit sur les communes de Givry, Jambles et Dracy-le-Fort, situées en Saône-et-Loire, à environ 12 kilomètres à l'ouest de Chalon-sur-Saône. En 2023, le vin rouge représentait 2/3 de la production.
C'est une des appellations communales des vignobles de la côte chalonnaise, avec le bouzeron, le mercurey, le rully et le montagny, dans la région viticole de Bourgogne.  Trente-huit climats du givry sont classés en premier cru.

## Histoire

### Antiquité
La vigne est arrivée ici à l'époque des conquêtes romaines. Des restes d'amphores ont été trouvés dans le vignoble et le village. L'empereur romain Domitien, en 92, ordonna l'arrachage partiel des vignes dans le Midi et en Bourgogne afin d’éviter la concurrence. Mais Probus annula cet édit en 280. À partir du VIe siècle les vins de cette commune jouissaient d'une haute réputation.

### Moyen Âge

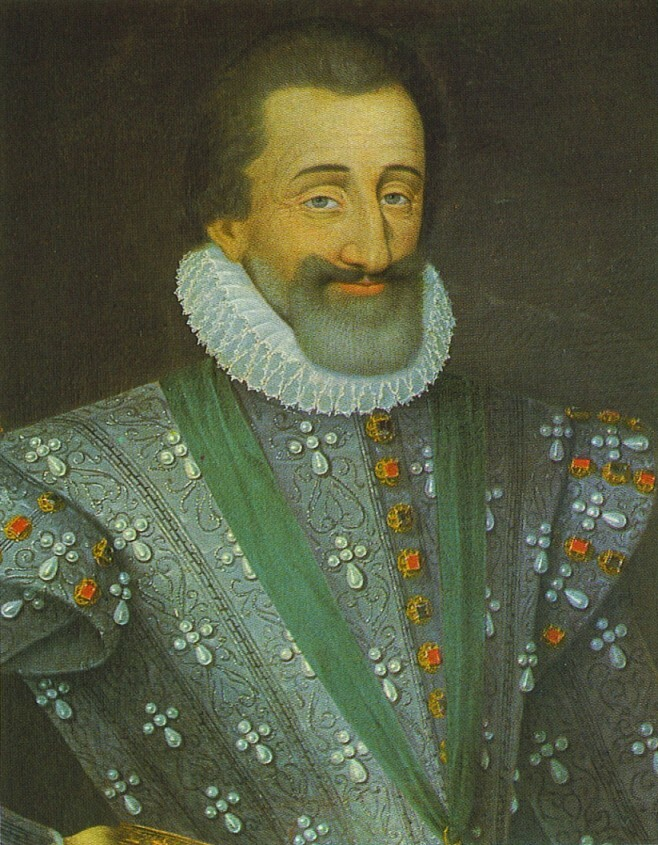
Henri IV.

Dès le début du VIe siècle, l’implantation du christianisme a favorisé l’extension de la vigne par la formation d’importants domaines rattachés aux abbayes. Ainsi l'abbaye de Cluny (fondée en 909) pour le Chalonnais. C'est au Moyen Âge que le vignoble se développa sous l'influence des moines de Chalon-sur-Saône, Cluny ou La Ferté ; c'est aussi à ce moment-là que le cellier aux moines fut bâti. En 1371, Philippe le Hardi a fait apprécier le vin de Givry à son beau-père (le comte de Flandre). La cour pontificale, installée à Avignon dès le milieu du XIVe siècle, en fait une consommation importante et multiplie les achats à Givry. À la fin du XIVe siècle, Eustache Deschamps chantait le Givry dans ses œuvres. Pendant ce même siècle, Givry était considéré comme le centre viticole du Chalonnais. En l'an 1395, Philippe le Hardi décida d’améliorer la qualité des vins et interdit la culture du gamay au profit du pinot noir dans ses terres. Enfin en 1416, Charles VI fixa par un édit les limites de production du vin de Bourgogne. À la mort de Charles le Téméraire, le vignoble de Bourgogne fut rattaché à la France sous le règne de Louis XI.

### Période moderne
Claude Courtépée, ainsi que les viticulteurs du village, raconte que le roi Henri IV en aurait fait son vin préféré. Aussi, en 1700, l'intendant Ferrand rédigea-t-il un « Mémoire pour l'instruction du duc de Bourgogne » lui indiquant que dans cette province les vins les meilleurs provenaient des « vignobles [qui] approchent de Nuits et de Beaune ».

### Période contemporaine

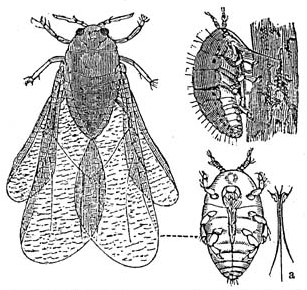
Phylloxéra

#### XIXesiècle
Sous l'Empire, Givry possède environ 350 hectares de vignes. Dans les décennies 1830-1840, la pyrale survint et attaqua les feuilles de la vigne. Elle fut suivie d'une maladie cryptogamique, l'oïdium. Le millésime 1865 a donné des vins aux teneurs naturelles en sucres très élevées et des vendanges assez précoces. À la fin de ce siècle arrivèrent deux nouveaux fléaux de la vigne. Le premier fut le mildiou, autre maladie cryptogamique, le second le phylloxéra. Cet insecte térébrant venu d'Amérique mis très fortement à mal le vignoble. Après de longues recherches, on finit par découvrir que seul le greffage permettrait à la vigne de pousser en présence du phylloxéra. 

#### XXesiècle
Après les désastres provoqués par le mildiou et le phylloxéra, la viticulture de qualité faillit bien disparaitre à Givry. Les vins ne bénéficiaient d'aucune notoriété et n'intéressaient guère le négoce bourguignon. Sur une partie du vignoble, le pinot noir avait été remplacé par des gamays ou même des hybrides producteurs directs, donnant des vins rouges grossiers mais à haut rendement et faible prix de revient trouvant leur débouché dans le bassin ouvrier de Montceau-les-Mines - Le Creusot. Ce petit vignoble, fortement morcelé, avait bien des difficultés à survivre. Une petite cave coopérative, probablement éphémère, sera créée en 1906. Seul le principal domaine, celui du baron Thénard, appuyé sur la puissance financière de cette famille et auréolé de la gloire de sa parcelle du grand cru montrachet pouvait prétendre à la rentabilité.
L'attribution de l'appellation d'origine contrôlée au givry en 1946 fut plus une bouée de sauvetage qu'une reconnaissance de la qualité des vins. L'AOC ne fut d'ailleurs accordée que dix ans après celles du mercurey et du montagny. À ce moment, la superficie plantée en pinot noir ou en chardonnay atteignait à peine quelques dizaines d'hectares et aucune délimitation de premier cru ne fut faite. Jusque dans les années 1970, les zones pavillonnaires (Givry n'est qu'à une quinzaine de kilomètres de Chalon-sur-Saône, alors en plein développement) menaçaient de remplacer la vigne.
C'est de cette époque que date le véritable démarrage de l'appellation. Une poignée de fils de viticulteurs (première génération à être passée par les écoles (la fameuse « Viti » de Beaune) : les Joblot, Ragot, Lumpp, Chofflet...) conscients que la mise en bouteilles au domaine et la vente directe étaient, dans leur cas, la seule issue possible, prennent l'option de la qualité. On replante des coteaux abandonnés (clos Jus), l'équipement des caves est modernisé, les techniques de viticulture et de vinification deviennent celles des bonnes appellations de la Bourgogne et la qualité des vins aussi[réf. souhaitée]. En 1997, 26 climats sont classés comme premiers crus.

#### XXIesiècle
Avec la canicule de 2003, les vendanges débutèrent pour certains domaines cette année-là à la mi-août, soit avec un mois d'avance, des vendanges très précoces qui ne s'étaient pas vues depuis 1422 et 1865 d'après les archives.
Le cahier des charges de l'appellation est modifié en octobre 2009, puis en novembre 2011 (augmentation à 38 du nombre de climats en 1ers crus).

### Étymologie
Givry, est un toponyme qui a les mêmes origines que Gevrey-Chambertin. Les formes les plus anciennes, qui sont Gibriacus (630) et Gebriacus (850), suggèrent un anthroponyme gallo-romain Gabrius - du celte gabros (chèvre) - avec le suffixe -acum, indiquant la possession.

## Situation géographique
L'aire d'appellation se situe en Bourgogne (région Bourgogne-Franche-Comté), dans le département de Saône-et-Loire, sur une partie des communes de Dracy-le-Fort, Givry (principalement) et Jambles. Elle est voisine des appellations mercurey au nord et montagny plus au sud, l'ensemble de la côte pouvant produire du bourgogne côte-chalonnaise (une dénomination géographique au sein de l'appellation bourgogne).

### Orographie
Le vignoble couvre un coteau d'orientation générale du nord-nord-est vers le sud-sud-est, cette portion de la côte chalonnaise est découpée par quatre vallons : du nord au sud la combe de Savry, combes Gris, du hameau de Russilly et du ruisseau de Jambles. Les expositions varient donc entre le plein est, le sud-est et le plein sud. Les vignes montent jusqu'à 300 mètres et s'étalent en descendant jusqu'à 220 m, sur des pentes douces devenant plus escarpées en montant.

### Géologie

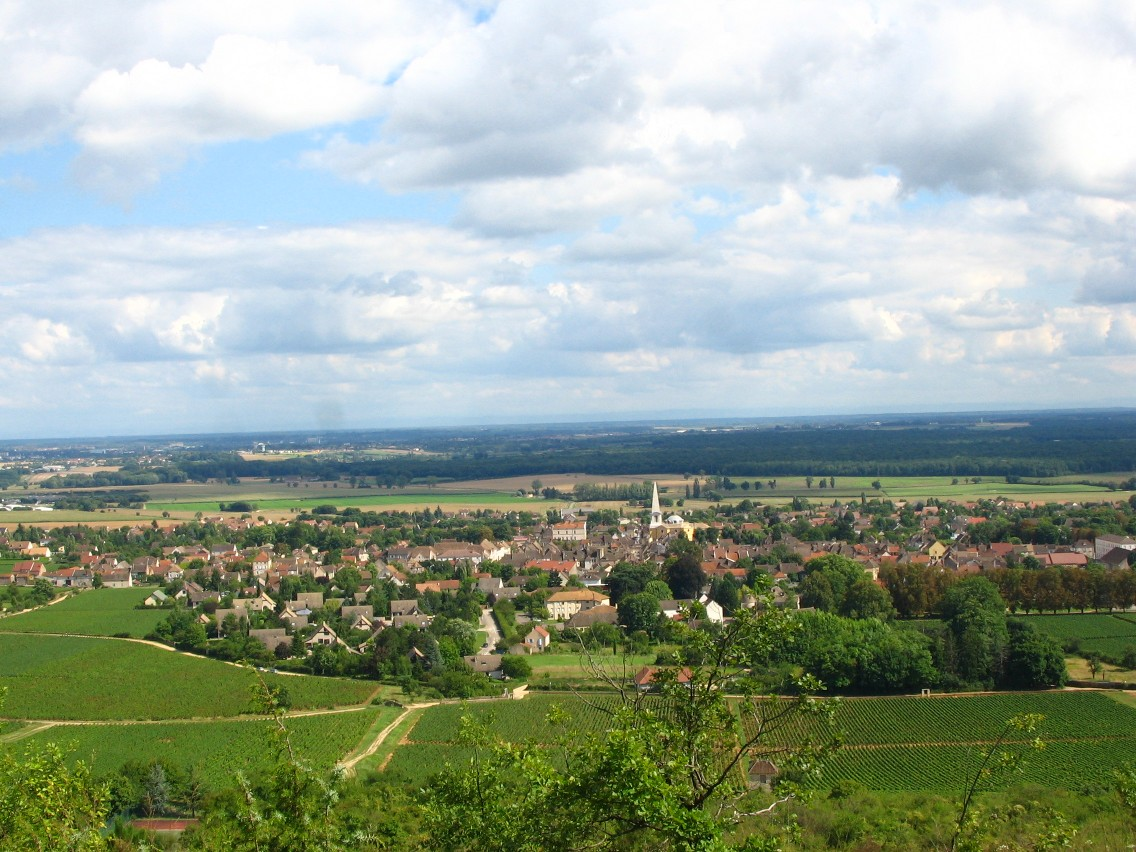
Givry et son vignoble vus depuis la colline de Varanges.

Les différentes couches du sous-sol se sont déposées pendant le Jurassique par sédimentation marine ; puis le relief s'est formé à la fin de l'Oligocène lors de l'effondrement du fossé bressan, la côte ainsi formée étant désormais structurée par une série de failles fracturant les couches géologiques ; enfin l'érosion du relief, notamment durant les glaciations quaternaires, a tout recouvert de colluvions. En conséquence, le sous-sol du coteau à Givry est plutôt calcaire, recouvert par des sols argilo-calcaires.
Le coteau entre Jambles et le hameau de Charnaille a un sous-sol datant du Jurassique inférieur (époque appelée aussi le Lias), avec une alternance entre des calcaires à Gryphées géantes, des marnes sombres micacées du Pliensbachien supérieur (appelé le Domérien) et des marnes grises du Toarcien.
La partie haute du coteau, sous couvert forestier, a un sous-sol du Jurassique moyen (le Dogger), avec principalement des calcaires oolithiques beiges (ceux exploités dans les carrières de Givry, Saint-Martin-sous-Montaigu et de Chassagne-Montrachet), formant des bancs métriques, datant du Bathonien inférieur. Juste en dessous, en lisière, il y a aussi une bande peu épaisse de marnes gris-clair du Bathonien supérieur, comprenant quelques fossiles de Pholadomya lirata. Les vignes menant au hameau de Russilly sont sur ces roches.
Le coteau couvert de vignes est presque exclusivement sur un sous-sol de l'Oxfordien moyen et supérieur, avec d'abord tout en haut une mince couche de marnes rouges ou brunes oolithiques ferrugineuses riche en entroques de Balanocrinus subteres ; puis, les calcaires de Nantoux, gris ou beige clair, formant des bancs de 10 à 20 cm d'épaisseur, séparés par de minces horizons marneux ; ensuite, des marnes beige clair (correspondant à celles de Mercurey et de Saint-Romain) ; encore en dessous, les calcaires oolithiques rouges dits de Givry, bioclastiques et exploités en carrières ; enfin en bas les calcaires beiges de Germolles (appelés aussi pierre de Dracy), en petits bancs décimétriques.

### Pédologie
Les pentes forment un glacis au sol de plus en plus épais, la roche-mère calcaire fournissant des débris cryoclastiques se mélangeant à l'argile des colluvions.
Le haut du coteau a des sols peu profonds (des rendosols caillouteux), puis on passe en milieu de coteau à des sols argileux peu calcaire (calcisols) et bien drainant, pour arriver en bas à des sols profonds argileux (zone d'épandage : calcisols argileux colluviaux). Aux limons argileux à cailloutis se rajoutent les apports anthropiques, dus aux amendements et recharges des parcelles dégradées par le ruissellement (anthrosol).

### Climatologie
C'est un climat tempéré à légère tendance continentale avec des étés chauds et des hivers froids, avec une amplitude thermique assez importante entre ces deux saisons. Les précipitations sont assez hétérogène sur l'année, avec un mois de mai le plus pluvieux de l'année. Le vent qui souffle une partie de l'année est la bise. Les gelées tardives sont peu fréquentes sur le vignoble en général. Il y a bien quelques lieux-dits ou les risques de gelées sont plus importantes (on parle de zones gélives). De violents orages peuvent s'abattre sur ce vignoble avec rarement de la grêle.
Les valeurs climatiques fournies sont celles de Dijon et Mâcon, car Givry est situé entre ces deux villes.
Pour la ville de Dijon (316 m), les valeurs climatiques jusqu'à 1990 sont :
| Mois                              | jan. | fév. | mars | avril | mai  | juin | jui. | août | sep. | oct. | nov. | déc. | année |
| --------------------------------- | ---- | ---- | ---- | ----- | ---- | ---- | ---- | ---- | ---- | ---- | ---- | ---- | ----- |
| Température minimale moyenne (°C) | −1   | 0,1  | 2,2  | 5     | 8,7  | 12   | 14,1 | 13,7 | 10,9 | 7,2  | 2,5  | −0,2 | 6,3   |
| Température moyenne (°C)          | 1,6  | 3,6  | 6,5  | 9,8   | 13,7 | 17,2 | 19,7 | 19,1 | 16,1 | 11,3 | 5,6  | 2,3  | 10,5  |
| Température maximale moyenne (°C) | 4,2  | 7    | 10,8 | 14,7  | 18,7 | 22,4 | 25,3 | 24,5 | 21,3 | 15,5 | 8,6  | 4,8  | 14,8  |
| Précipitations (mm)               | 49,2 | 52,5 | 52,8 | 52,2  | 86,3 | 62,4 | 51   | 65,4 | 66,6 | 57,6 | 64,2 | 62   | 732,2 |

Pour la ville de Mâcon (216 m), les valeurs climatiques de 1961 à 1990 sont :
| Mois                              | jan. | fév. | mars | avril | mai  | juin | jui. | août | sep. | oct. | nov. | déc. | année |
| --------------------------------- | ---- | ---- | ---- | ----- | ---- | ---- | ---- | ---- | ---- | ---- | ---- | ---- | ----- |
| Température minimale moyenne (°C) | −0,6 | 0,7  | 2,5  | 5,2   | 8,9  | 12,3 | 12,4 | 13,9 | 11,1 | 7,5  | 2,9  | 0,1  | 6,6   |
| Température moyenne (°C)          | 2,1  | 4    | 6,8  | 10    | 13,9 | 17,5 | 20,1 | 19,4 | 16,4 | 11,7 | 6    | 2,7  | 10,9  |
| Température maximale moyenne (°C) | 4,9  | 7,3  | 11,1 | 14,8  | 18,9 | 22,8 | 25,7 | 24,9 | 21,7 | 15,9 | 9,1  | 5,3  | 15,2  |
| Précipitations (mm)               | 66,3 | 60,9 | 58,7 | 69,4  | 85,9 | 74,7 | 58,1 | 77,1 | 75,7 | 71,7 | 72,7 | 70,4 | 841,4 |

## Vignoble

### Présentation

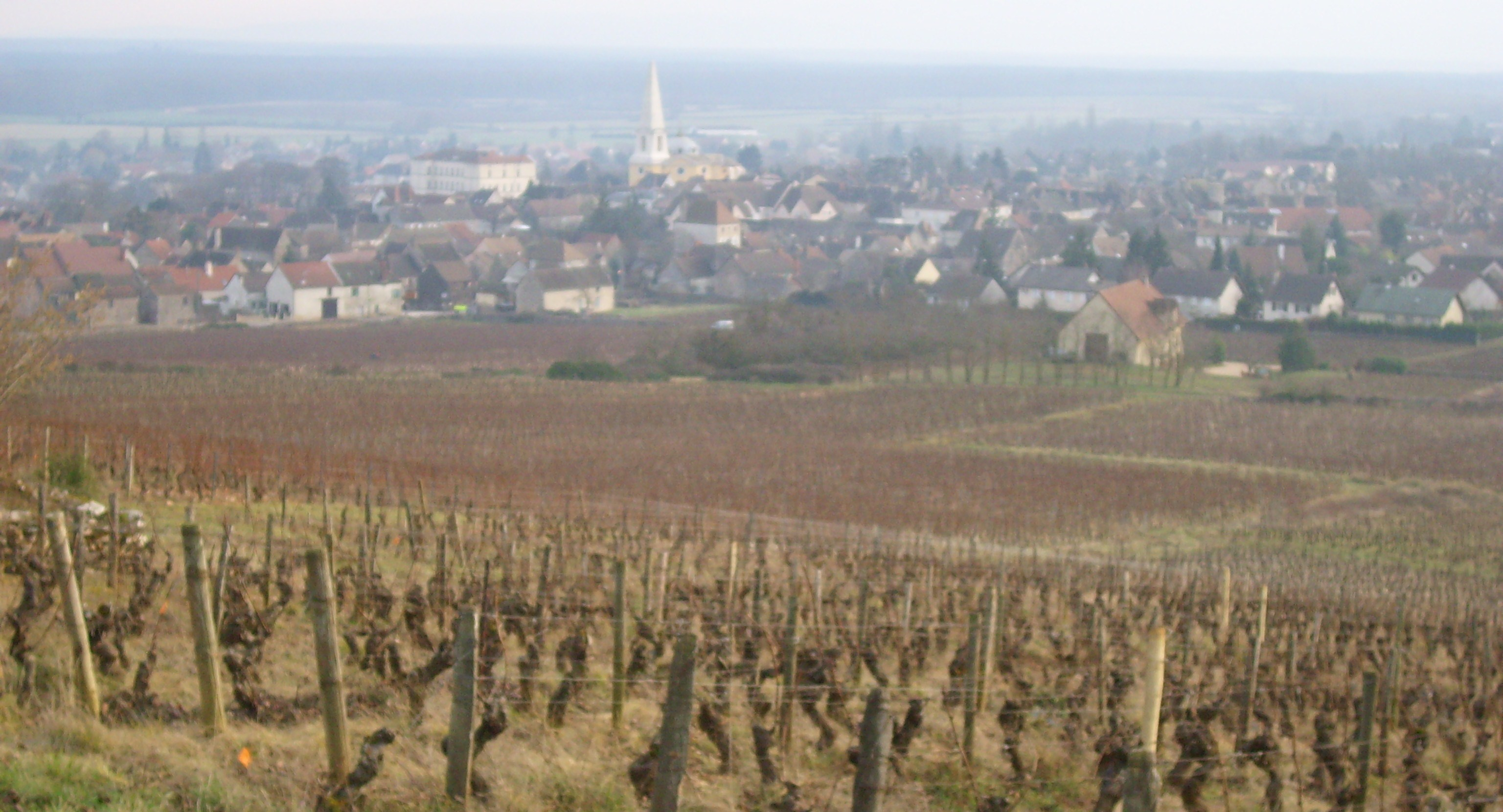
Vue d'une partie de Givry et son vignoble.

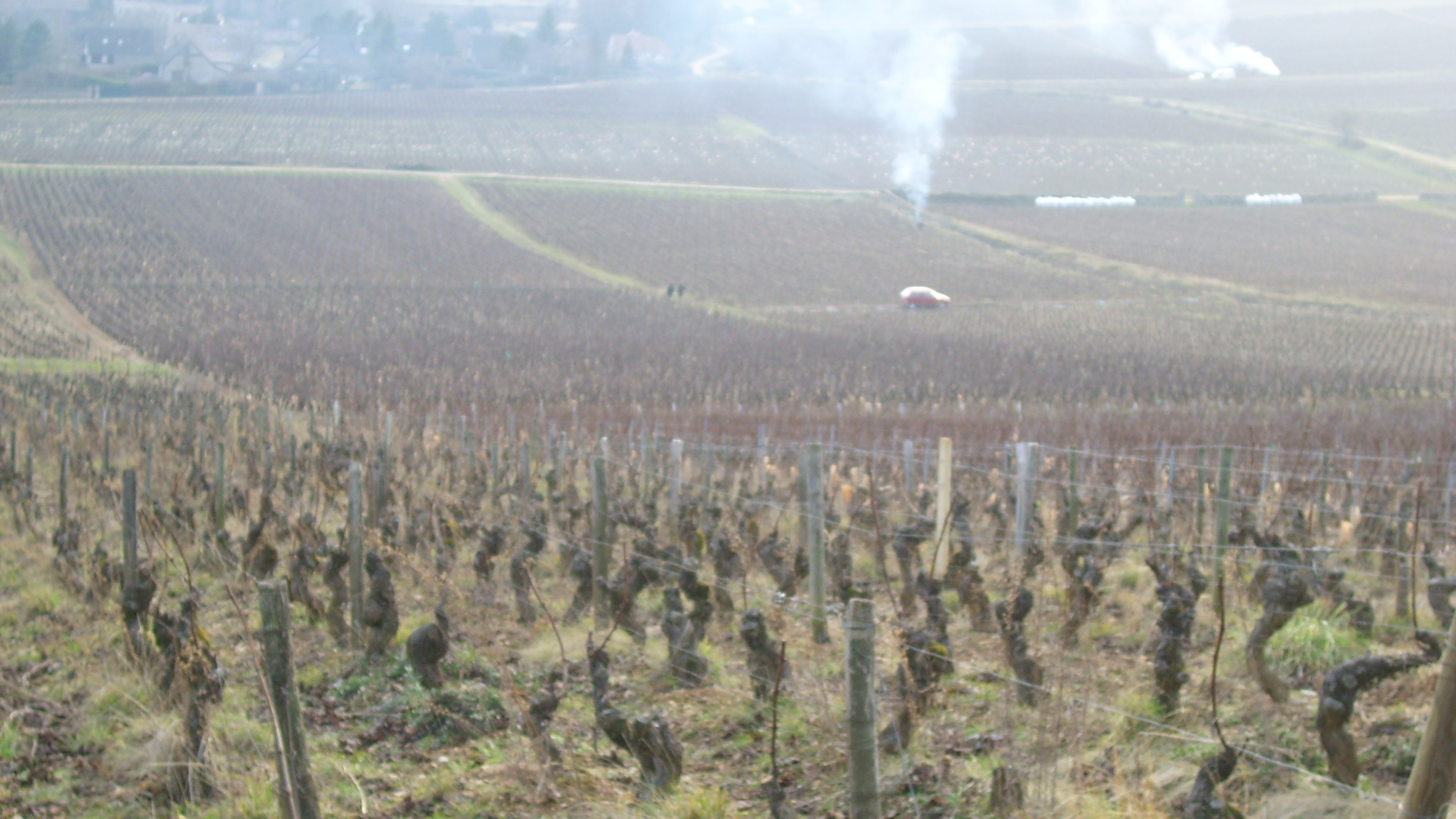

Le vignoble de Givry s'étend sur les communes de Givry, sur la partie est de Jambles (au sud-ouest de Givry) et sur la partie sud de Dracy-le-Fort (au nord de Givry).
Selon le service des Douanes, la superficie revendiquée en 2023 sous l'appellation est d'un total de 302 hectares, dont 126,6 ha pour produire du givry rouge, 117,8 pour du givry 1er cru rouge, 40 pour du givry blanc et 18,4 ha pour du givry 1er cru blanc. Cette surface de production était en 2011 de 265 hectares, dont 224 en rouge et 41 en blanc (les 1ers crus couvrant 100 ha de rouge et 10 de blanc).

### Lieux-dits
Sur les étiquettes des bouteilles, le nom de l'appellation « givry » peut être complété de la mention « premier cru » ainsi que du nom d'un des 38 climats (lieux-dits) listé ci-dessous. Tous sont situés sur la commune de Givry, sauf « Crausot », « La Matrosse », « La Plante » et le « Médenchot », situés sur la commune de Jamblay, et « Le Champ Nalot » et le « Clos Jus », situés sur la commune de Dracy-le-Fort.
Pour accéder à la mention « premier cru », les vins doivent en outre respecter des critères de récolte et de production plus exigeants, en termes de rendements (moyen et butoir), de richesse minimale en sucres et de titre alcoométrique minimal et maximal.
| - « A Vigne Rouge » ; - « Clos du Cellier aux Moines » ; - « Champ Nalot » ; - « Clos Charlé » ; - « Clos de la Baraude » ; - « Clos du Cras long » ; - « Clos du Vernoy » ; - « Clos Jus » ; - « Clos Marceaux » ; - « Clos Marole » ; - « Clos Salomon » ; - « Clos Saint-Paul » ; - « Clos Saint-Pierre » ; - « Crausot » ; - « Crémillons » ; - « En Choué » ; - « En Veau » ; - « La Brûlée » ; - « La Grande Berge » ; | - « La Matrosse » ; - « La Petite Berge » ; - « La Plante » ; - « Le Champ Lalot » ; - « Le Médenchot » ; - « Le Paradis » ; - « Le Petit Prétan » ; - « Le Vernoy » ; - « Le Vigron » ; - « Les Bois Chevaux » ; - « Les Bois Gautiers » ; - « Les Combes » ; - « Les Galaffres » ; - « Les Grandes Vignes » ; - « Les Grands Prétans » ; - « Le Pied du Clou » ; - « Petit Marole » ; - « Pied de Chaume » ; - « Servoisine ». |

### Encépagement
Les cépages autorisés par le cahier des charges de l'appellation sont d'une part pour faire du vin rouge le pinot noir N (qualifié de cépage principal), complété par le chardonnay B et le pinot gris G (qualifiés de « cépages accessoires », limités à 15 %) d'autre part pour faire du vin blanc le chardonnay B, le pinot blanc B et le pinot gris. Dans la pratique, les rouges sont essentiellement issus du pinot noir, tout comme les blancs sont composés à 100 % de chardonnay.

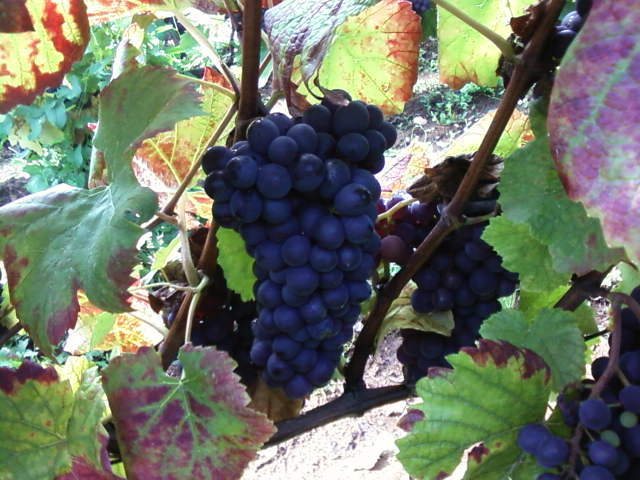
Grappes de pinot noir.

Le pinot noir sert à faire les vins rouges de l'AOC. Il est constitué de petites grappes denses, en forme de cône de pin composées de grains ovoïdes, de couleur bleu sombre. C'est un cépage délicat, qui est sensible aux principales maladies et en particulier au mildiou, au rougeot parasitaire, à la pourriture grise (sur grappes et sur feuilles), et aux cicadelles. Ce cépage, qui nécessite des ébourgeonnages soignés, a tendance à produire un nombre important de grapillons. Il profite pleinement du cycle végétatif pour mûrir en première époque. Le potentiel d'accumulation des sucres est élevé pour une acidité juste moyenne et parfois insuffisante à maturité. Les vins sont assez puissants, riches, colorés et de garde. Ils sont moyennement tanniques en général.

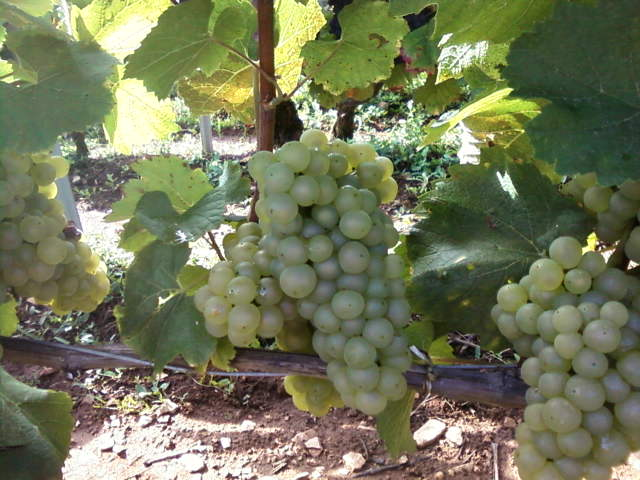
Grappes de chardonnay.

Le chardonnay sert à faire les vins blancs de l'appellation. Ses grappes sont relativement petites, cylindriques, moins denses que celles du pinot noir, constituées de grains irréguliers, assez petits, de couleur jaune doré. De maturation de première époque comme le pinot noir, il s'accommode mieux d'une humidité de fin de saison avec une meilleure résistance à la pourriture s'il n'est pas en situation de forte vigueur. Il est sensible à l'oïdium et à la flavescence dorée. Il débourre un peu avant le pinot noir, ce qui le rend également sensible aux gelées printanières. Les teneurs en sucre des baies peuvent atteindre des niveaux élevés tout en conservant une acidité importante, ce qui permet d'obtenir des vins particulièrement bien équilibrés, puissants et amples, avec beaucoup de gras et de volume.

### Méthodes culturales

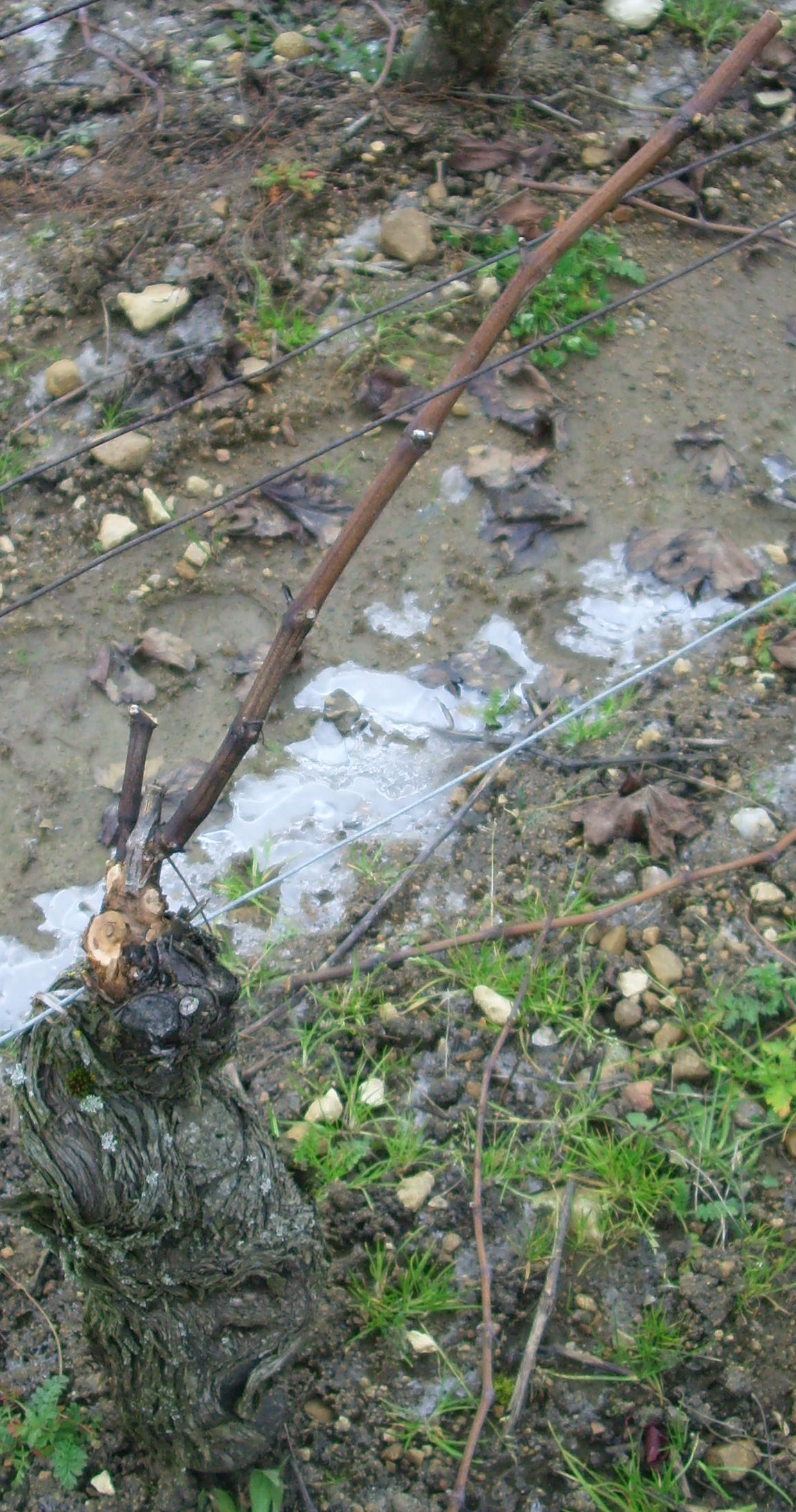
Pied de vigne taillé en Guyot simple.

#### Travail manuel
Ce travail commence par la taille, en « guyot simple », avec une baguette de cinq à huit yeux et un courson de un à trois yeux. Plus rarement est pratiquée la taille en « gobelet » et en « cordon de royat ». Le tirage des sarments suit la taille. Les sarments sont enlevés et peuvent être brûlés ou mis au milieu du rang pour être broyés. On passe ensuite aux réparations. Puis vient le pliage des baguettes (car presque toutes les vignes de cette AOC sont taillées en « Guyot simple »). Éventuellement, après le pliage des baguettes, une plantation de nouvelles greffes est réalisée. L'ébourgeonnage peut débuter dès que la vigne a commencé à pousser. Cette méthode permet, en partie, de réguler les rendements. Le relevage est pratiqué lorsque la vigne commence à avoir bien poussé. En général, deux à trois relevages sont pratiqués. La vendange en vert est pratiquée de plus en plus dans cette appellation. Cette opération est faite dans le but de réguler les rendements et surtout d'augmenter la qualité des raisins restants. Pour finir avec le travail manuel à la vigne, se réalise l'étape importante des vendanges.

#### Travail mécanique
L'enjambeur est d'une aide précieuse. Les différents travaux se composent du broyage des sarments, réalisé lorsque les sarments sont tirés et mis au milieu du rang. De trou fait à la tarière, là où les pieds de vignes sont manquants, en vue de planter des greffes au printemps. De labourage ou griffage, réalisé dans le but d'aérer les sols et de supprimer des mauvaises herbes. De désherbage fait chimiquement pour tuer les mauvaises herbes. De plusieurs traitements des vignes, réalisés dans le but de les protéger contre certaines maladies cryptogamiques (mildiou, oïdium, pourriture grise, etc.) et certains insectes (eudémis et cochylis). De plusieurs rognages consistant à reciper ou couper les branches de vignes (rameaux) qui dépassent du système de palissage. Des vendanges mécaniques se réalisant avec une machine à vendanger ou une tête de récolte montée sur un enjambeur.

### Rendements
Les rendements sont limités par le cahier des charges de l'appellation à un maximum de 54 hectolitres par hectare pour les rouges et à 60 hl/ha pour les blancs. Pour les premiers crus, les limites sont à 52 en rouge et 58 en blanc. Les rendements réels moyens étaient pour l'exemple de 2005 en premier cru de l'ordre de 46 hl/ha pour les rouges et 50 hectolitres par hectare pour les blancs.
Chaque année, ces rendements maximum peuvent être modifiés à la hausse ou à la baisse par un arrêté du ministère de l'Agriculture, dans la limite des rendements butoirs de l'appellation, fixés à 64 hectolitres par hectare en blanc (62 hl/ha en premier cru) et à 58 hl/ha en rouge (56 hl/ha en premier cru).
Pour le rouge (village), les rendements moyens déclarés récemment sont :
| Année | Superficie (ha) | Production (hl) | Rendement (hl/ha) |
| ----- | --------------- | --------------- | ----------------- |
| 2020  | 122             | 4 579           | 37                |
| 2021  | 125             | 2 927           | 23                |
| 2022  | 124             | 6 045           | 49                |
| 2023  | 127             | 6 528           | 52                |
| 2024  | 131             | 4 548           | 35                |

Pour le blanc (village), les rendements moyens déclarés récemment sont :
| Année | Superficie (ha) | Production (hl) | Rendement (hl/ha) |
| ----- | --------------- | --------------- | ----------------- |
| 2020  | 39              | 2 027           | 52                |
| 2021  | 41              | 733             | 18                |
| 2022  | 40              | 2 225           | 55                |
| 2023  | 40              | 2 425           | 61                |
| 2024  | 41              | 2 014           | 49                |

Les données des premiers crus étant publiées par le service des Douanes pour chaque climat séparément jusqu'en 2022, les données disponibles sont incomplètes, car de nombreux premiers crus ne rencontrent pas les critères de confidentialité. Pour référence, en 2023, les rendements des premiers crus étaient de 48 hl/ha en rouge (5 823 hl produits) et de 58 hl/ha en blanc (1 074 hl produits).

## Vins

### Titres alcoométriques volumique
Voici les titres alcoométriques volumique (anciennement appelé degré du vin) minimal et maximal des vins rouges et vins blancs, que doivent respecter les exploitants de cette appellation, pour que leurs vins soit commercialisables :
| AOC                           | Rouge      | Rouge      | Blanc      | Blanc      |
| Titre alcoométrique volumique | minimal    | maximal    | minimal    | maximal    |
| Village                       | 10,5 % vol | 13,5 % vol | 11 % vol   | 13,5 % vol |
| Premier cru                   | 11 % vol   | 14 % vol   | 11,5 % vol | 14 % vol   |

### Vinification et élevage
Voici les méthodes générales de vinification à Givry. Il existe cependant des petites différences de méthode entre les différents viticulteurs et négociants.

#### Vinification en rouge
La récolte des raisins se fait à maturité et de façon manuelle ou mécanique. La vendange manuelle est le plus souvent triée, soit à la vigne soit à la cave avec une table de tri, ce qui permet d'enlever les grappes pourries ou insuffisamment mûres. La vendange manuelle est généralement éraflée puis mise en cuve. Une macération pré-fermentaire à froid est quelquefois pratiquée. La fermentation alcoolique peut démarrer, le plus souvent après un levurage. Commence alors le travail d'extraction des polyphénols (tanins, anthocyanes) et autres éléments qualitatifs du raisin (polysaccharides, etc.). L'extraction se faisait par pigeage, opération qui consiste à enfoncer le chapeau de marc dans le jus en fermentation à l'aide d'un outil en bois ou aujourd'hui d'un robot pigeur hydraulique. Plus couramment, l'extraction est conduite par des remontages, opération qui consiste à pomper le jus depuis le bas de la cuve pour arroser le chapeau de marc et ainsi lessiver les composants qualitatifs du raisin.

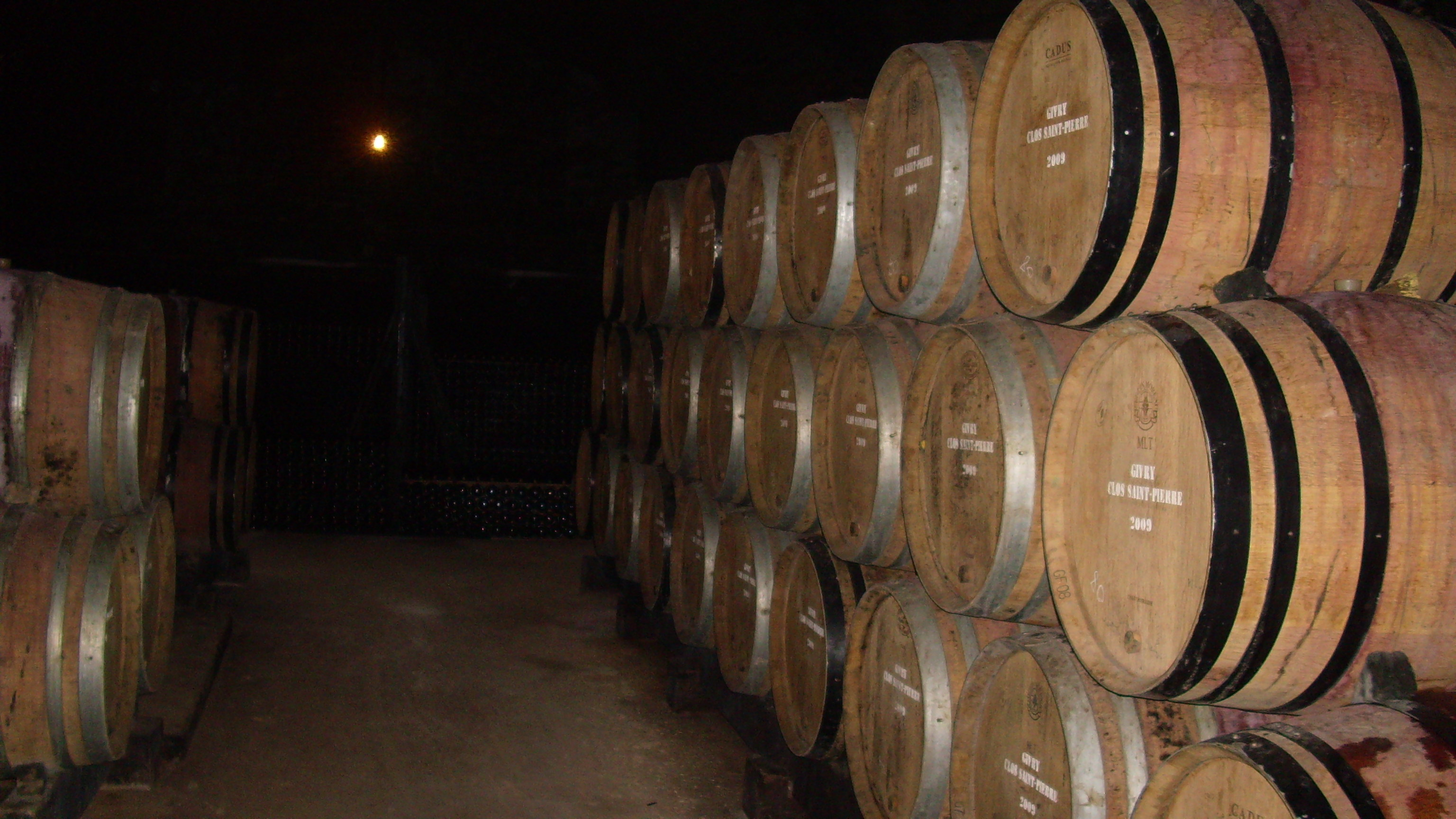
Fûts de vin dans une des caves de Givry.

Les températures de fermentation alcoolique peuvent être plus ou moins élevées suivant les pratiques de chaque vinificateur avec une moyenne générale de 28 à 35 degrés au maximum de la fermentation. La chaptalisation est réalisée si le degré naturel est insuffisant : cette pratique est réglementée. À l'issue de la fermentation alcoolique suit l'opération de décuvage qui donne le vin de goutte et le vin de presse. La fermentation malolactique se déroule après mais est dépendante de la température. Le vin est soutiré et mis en fût ou cuve pour son élevage. L'élevage se poursuit pendant plusieurs mois (12 à 24 mois) puis le vin est collé, filtré et mis en bouteilles.

#### Vinification en blanc

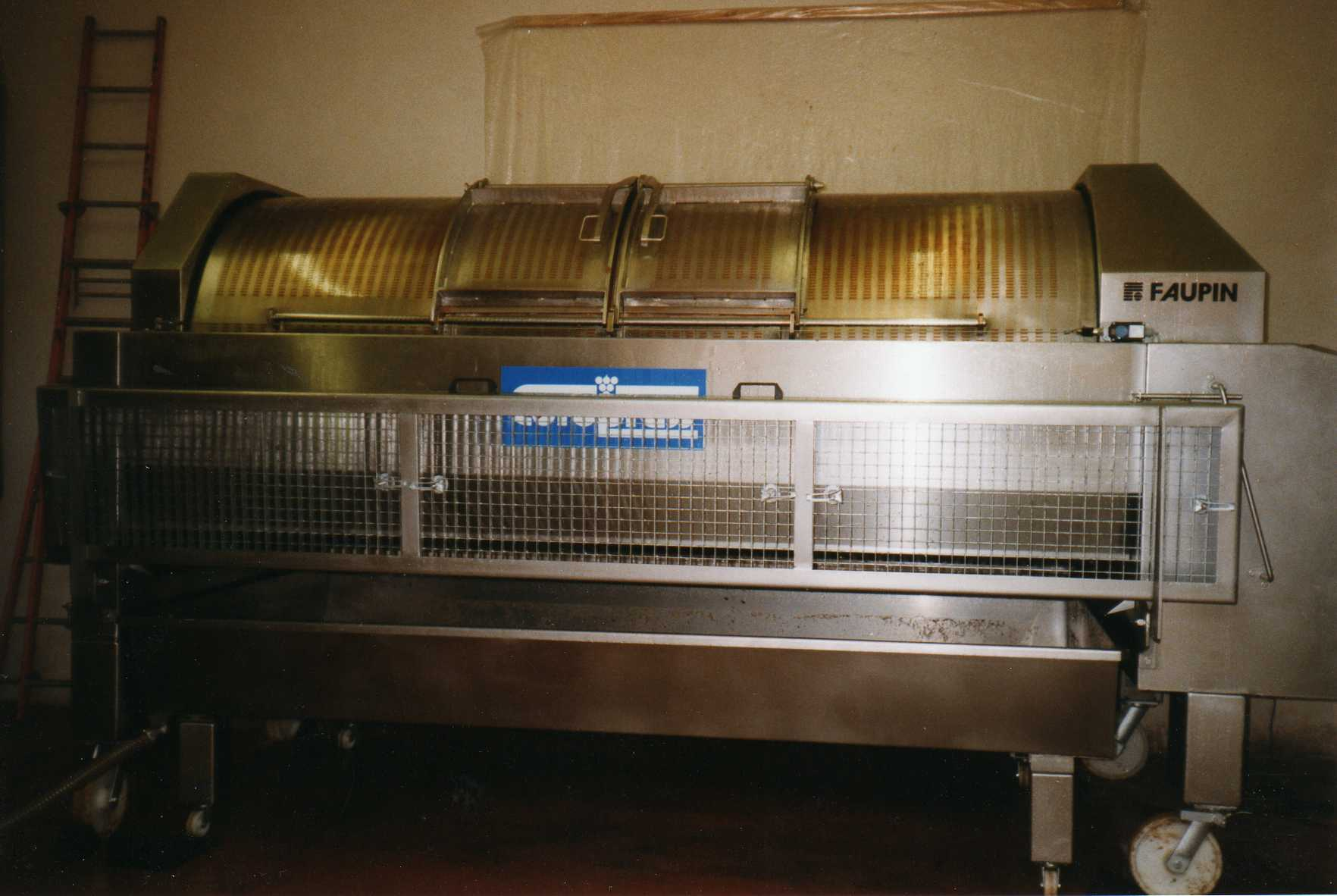
Pressoir pneumatique servant au pressurage

Comme pour le rouge, la récolte est manuelle ou mécanique et peut être triée. Les raisins sont ensuite transférés dans un pressoir pour le pressurage. Une fois le moût en cuve, le débourbage est pratiqué généralement après un enzymage. À ce stade, une stabulation préfermentaire à froid (environ 10 à 12 degrés pendant plusieurs jours) peut être recherchée pour favoriser l'extraction des arômes. Mais le plus souvent, après 12 à 48 heures, le jus clair est soutiré et mis à fermenter. La fermentation alcoolique se déroule avec un suivi tout particulier pour les températures qui doivent rester à peu près stables (18 à 24 degrés). La chaptalisation est aussi pratiquée pour augmenter le titre alcoométrique volumique si nécessaire. La fermentation malolactique est réalisée en fûts ou en cuves. Les vins sont élevés « sur lies », en fûts, dans lesquels le vinificateur réalise régulièrement un « bâtonnage », c'est-à-dire une remise en suspension des lies. Cette opération dure pendant plusieurs mois au cours de l'élevage des blancs. À la fin, la filtration du vin est pratiquée pour rendre les vins plus limpides. La mise en bouteille clôture l'opération.

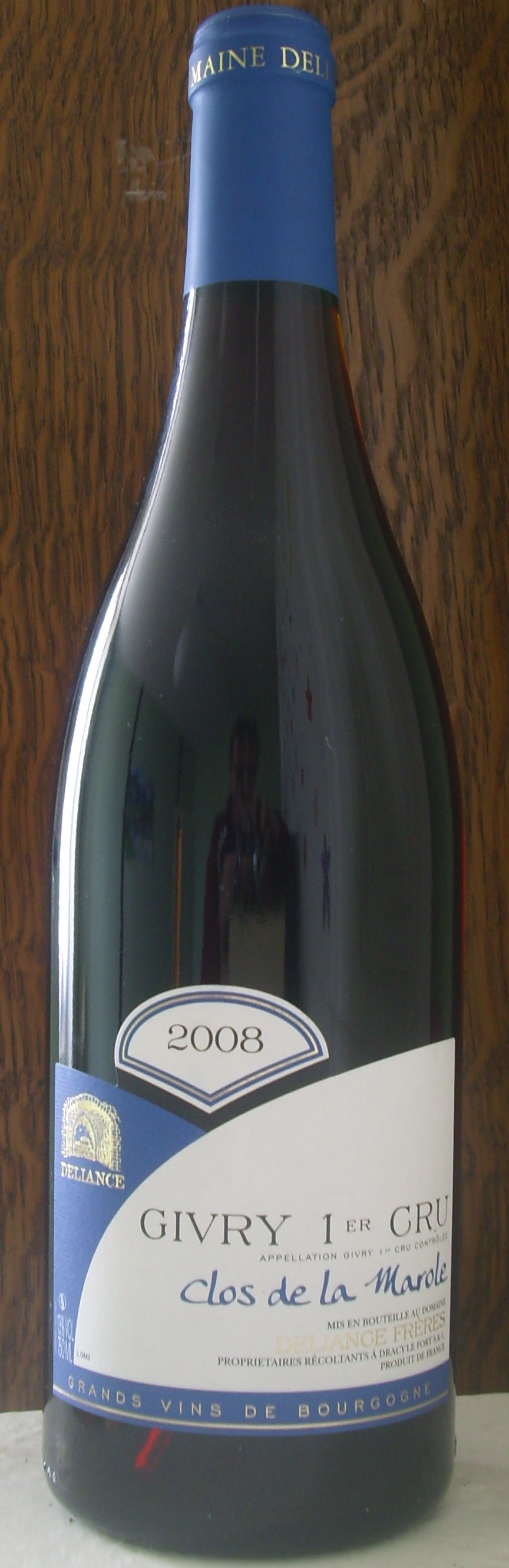
Bouteille de givry.

### Gastronomie
Les vins rouges sont de teinte rubis vif, moyennement corsés, aux nuances fruitées et animales, francs et chaleureux. Les vins blancs sont confidentiels, mais charmeurs.
Le givry rouge s'accorde bien avec de la charcuterie fine, du veau braisé, de la poularde rôtie, du fromage (brie de Meaux, camembert, reblochon...). Il se sert entre 14 et 16 degrés et a, en moyenne, une durée de garde de 4 à 8 ans.
Le givry blanc s'accorde bien avec des poissons à sauce légère, de la viande blanche, du fromage à pates pressés (Saint-nectaire par exemple). Se sert entre 10 et 12 degrés et a, en moyenne, une durée de garde de 2 à 6 ans.

## Économie

### Structure des exploitations
Il existe des domaines de tailles différentes. Ces domaines mettent tout ou une partie de leurs propres vins en bouteilles et s'occupent aussi de le vendre. Les autres, ainsi que ceux qui ne vendent pas tous leurs vins en bouteilles, les vendent aux maisons de négoce.
Les maisons de négoce achètent leurs vins, en général, en vin fait (vin fini) mais parfois en raisin ou en moût. Elles achètent aux domaines et passent par un courtier en vin qui sert d'intermédiaire moyennant une commission de l'ordre de 2 % à la charge de l'acheteur et de 3 % pour le vendeur.
Les caves coopératives et leurs apporteurs sont des vignerons. Ces derniers peuvent leur apporter leurs récoltes, ou bien la cave coopérative vendange elle-même (machine à vendanger en général).

### Production, commercialisation, structure des exploitations
En quantité la production de givry en 2010 est de : 
- 10 410 hectolitres de vins rouges dont 4 398 hectolitres de premier cru ;
- 2 386 hectolitres de vins blancs dont 530 hectolitres de premier cru[37].

La commercialisation de cette appellation se fait par divers canaux de vente : dans les caveaux des viticulteurs, dans les boutiques des négociants, dans les salons des vins (vignerons indépendants, etc.), dans les foires gastronomiques, chez un exportateur, dans les cafés, hôtels et restaurants, ainsi que dans les grandes et moyennes surfaces.

### Les producteurs de l'appellation
Domaine Chofflet Valdenaire, Domaine Desvignes, Domaine François Lumpp, Domaine Ragot, Domaine Joblot, Clos Salomon, Domaine Michel Sarrazin et Fils, Domaine Tatraux, Domaine Parize, Domaine Vincent Lumpp, Domaine Mouton, Domaine Deliance, Domaine Michel Goubard & Fils, Maison Faiveley...

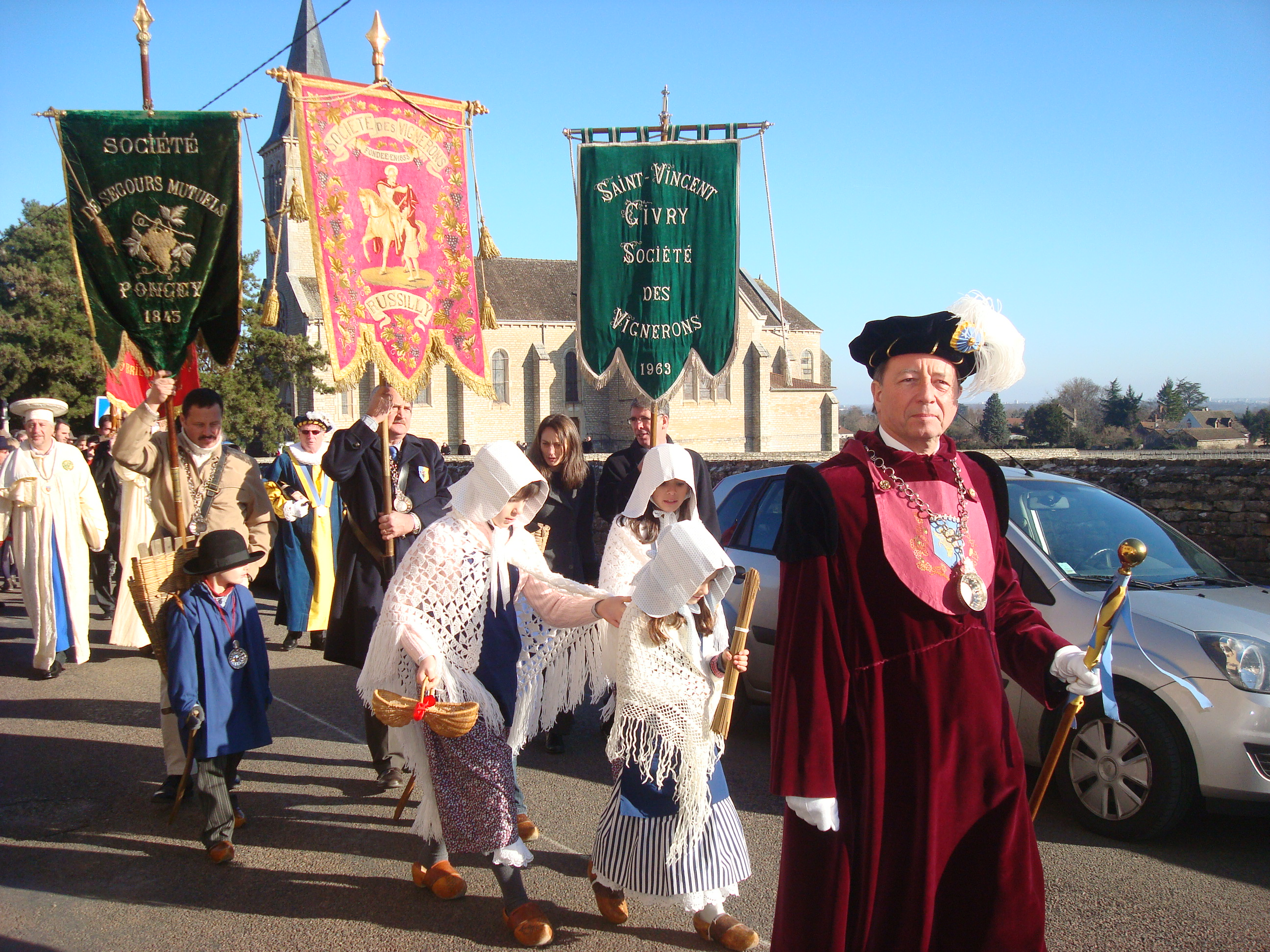
Défilé de la Saint-Vincent de Givry.

## Société de Saint-Vincent et la Confrérie des Chevaliers du Cep Henry IV
La Confrérie des Chevaliers du Cep Henry IV est une confrérie bachique qui a été créée en 1963. Le chapitre solennel a lieu tous les ans le 3e samedi du mois de janvier, à Givry. Cette confrérie des vins de Givry a été mariée à la confrérie des Compagnons du Brie de Meaux le jour du solstice d'été le 21 juin 1992.